# Harald Høffding
Harald Høffding (Copenhaguem, 11 de março de 1843 – Copenhaguem, 2 de julho de 1931) foi um filósofo e teólogo dinamarquês.

## Biografia
Nascido e educado em Copenhaguem, terminou seu doutorado em 1870, com uma tese sobre a concepção de verdade na filosofia grega antiga. Passou a lecionar na Inglaterra e na Alemanha, retornando à sua terra natal em 1880, quando foi aceito como professor na Universidade de Copenhaguem.
Grande parte de sua obra ocupa-se em tentar conciliar a filosofia transcendental alemã com a psicologia experimental inglesa. Não sendo plenamente possível essa confluência, Høffding preserva o devido espaço à dimensão moral e religiosa que escapa ao conhecimento racional. Nesse sentido, é notável o papel exercido por seu antecessor Kierkegaard, e também por autores como Pascal e Nietzsche em seu pensamento, o qual exerceria notável influência na formulação do princípio de complementaridade do físico conterrâneo Niels Bohr.
Nenhuma de suas obras foi publicada no Brasil, onde apenas o artigo "O conceito de vontade" foi traduzido, precedido de uma breve apresentação.

## Principais obras
- Esboço de uma psicologia fundada sobre a experiência, 1882.
- Moral, 1887.
- História da filosofia moderna, 1894.
- O pensamento humano, 1910.
- Bergson, 1917.
- Filósofos contemporâneos, 1924.
- Totalidade como categoria, 1925.
- Relação como categoria, 1925.
- O conceito de analogia, 1931.
- Correspondência com E. Meyerson, 1939.